# Captivi
Captivi (ou Les Captifs, voire Les Prisonniers) est une comédie du théâtre latin, écrite par Plaute. Son intrigue, empruntée à un auteur grec, fait de la pièce une exception dans l'œuvre de Plaute et plus généralement dans toutes les pièces grecques et romaines connues : en effet, les Captivi est une comédie qui ne met en scène ni femmes, ni intrigue amoureuse.

## Argument
Lors d'un combat, le fils d'Hégion a été fait prisonnier. Un autre de ses fils lui a été enlevé, encore enfant, par un esclave, qui l'a vendu. Hégion, pour récupérer son fils prisonniers, fait l'acquisition de captifs éléens. Or, parmi ceux qu'il achète se trouve justement son fils. Toutefois, celui-ci a échangé son nom et son vêtement avec son maître pour lui permettre de s'enfuir.

## Personnages principaux
- Ergasile, parasite de Philopolème et d'Hégion.
- Hégion, riche Étolien, père de Tyndare et de Philopolème.
- Esclaves d'Hégion, gardiens des captifs.
- Philocrate, jeune homme d'Élide, prisonnier.
- Tyndare,  esclave de Philocrate et fils d'Hégion.
- Aristophonte, autre captif, compatriote et ami de Philocrate.
- Un esclave d'Hégion.
- Philopolème, fils d'Hégion.
- Stalagme, esclave fugitif, ravisseur de Tyndare.

## Évaluation critique
La place singulière de la pièce dans l'œuvre de son auteur l'a placée sous les regards de la critique littéraire. Ainsi, l'homme de lettres allemand Lessing, fortement influencé dans son travail par Térence et Plaute, éprouve pour les Captivi une admiration toute particulière et de même, Ben Jonson lui rend hommage indirectement à travers sa pièce The Case is Altered, en 1597.